# Philippe Ouédraogo
Philippe Nakellentuba Ouédraogo, född 1945 i Konéan i provinsen Sanmatenga i dåvarande Franska Västafrika, är en burkinsk kardinal i Romersk-katolska kyrkan.
Ouédraogo växte upp i en familj med muslimska rötter men tog till sig den katolska tron som pojke. Han prästvigdes 1973. Ouédraogo utsågs till ärkebiskop i Ouagadougou 2009 av påve Benedictus XVI. År 2014 upplyftes han till kardinal av påve Franciskus. Ouédraogo lämnade posten som ärkebiskop 2023.